# Ryszard Bielawski
Ryszard Bielawski (ur. 14 września 1930 w Lidzie, zm. w 2023) – polski entomolog, doktor nauk przyrodniczych, uczeń Józefa Makólskiego.

## Życiorys
W 1945 r. razem z rodziną został przesiedlony do Białegostoku, a następnie do Grajewa. Studiował na Uniwersytecie Warszawskim, w 1952 r. uzyskał tytuł magistra, a w 1962 r. obronił doktorat. Był kolepterologiem specjalizującym się w zakresie chrząszczy z rodziny biedronkowatych (Coccinellidae) Regionu Palearktycznego, Orientalnego i Australijskiego. W latach 1948–1978 pracował w Muzeum Zoologicznym, włączonym w 1952 r. do powstałego wówczas Instytutu Zoologii Polskiej Akademii Nauk. Uczestniczył w wyprawach naukowych do Chin, Indii, Korei i Mongolii. Od 1979 do 1995 kierował terrarium w Ogrodzie Zoologicznym we Wrocławiu.

## Dorobek naukowy
Opisał 1 rodzaj i ponad 30 gatunków z rodziny Coccinellidae, jest autorem 74 prac naukowych. Zgromadził kolekcję okazów biedronkowatych z całego świata, znajduje się ona w Muzeum i Instytucie Zoologii PAN. Jego imieniem nazwano wiele gatunków owadów z różnych rzędów.
W 1985 r. został odznaczony Złotym Krzyżem Zasługi.